# Singin' in the Lane
"Singin' in the Lane" é o sétimo episódio da vigésima nona temporada da série animada Os Simpsons, e o 625.º no total. Foi ao ar nos Estados Unidos pela FOX em 19 de novembro de 2017.

## Enredo
A família está gostando do jantar quando o Sr. Burns chama Homer Simpson para convidá-lo a uma partida de basquete, depois de passar por uma lista insana longa de pessoas (residentes de Springfield e celebridades) que se recusaram a passar tempo com ele. Homer aceita, querendo trazer seus amigos. Na Taberna do Moe, Homer convida Lenny, Carl e Barney Gumble, mas exclui Moe Szyslak, pois Homer só tem quatro ingressos, deixando Moe destituído e com os olhos lágrimas.
De volta à Taverna após o jogo, o arrependido Homer e seus amigos decidem reformar a equipe de boliche Pin Pals com Moe como seu capitão. Eles se tornam bem sucedidos imediatamente e ganham um torneio que os envia para as finais estaduais em Capital City, que tem lugar em um elegante edifício de boliche.
Seus inimigos, o Fund Bunch, apesar de terem perdido a primeira rodada, incluindo Moe. Para detê-los como valentões, eles fazem uma aposta:
- Se o Fund Bunch ganhar, eles ganham o bar e Moe tem que mudar seu nome.
- Se os Pin Pals ganharem, Moe receberá algo que só um rico pode ter, apesar de descobrir o quão bem os ricos estão no boliche.

Para se vingar dos caras geeky, Lisa Simpson os incita a encontrar os pontos fracos do Fund Bunch, enquanto Bart Simpson está tentando a vida rica. Marge tenta ensinar-lhe que o dinheiro não é tudo, sem sucesso.
A rodada final está perto, mas Moe fala como Barney está sendo ruim enquanto bêbado e o Fund Bunch usa esse truque para fazer ele ficar bêbado para que ele perca o jogo. Lisa e os outros nerds conseguem fazê-los sentir-se mal, e Bart e Lisa reconciliam.
Barney está bêbado, e Homer precisa fazer três strikes, enquanto Moe imagina que sua vida começa na França se ele perder. Moe tenta parar Homer, mas falha, e ele tem que retornar à sua vida antiga, rejeitado por seus amigos por ser um treinador ruim, mas de volta ao taberna o surpreendem, dizendo que ainda são uma equipe. Desde que eles ganharam, o Fund Bunch conseguiu o Pin Pals algo que apenas um cara rico teria.
Na cena final, revelou-se que o Fund Bunch deu aos Pin Pals uma experiência de plano de gravidade zero como seu prêmio onde Moe, Lenny, Carl e Barney flutuam enquanto Homer não.

## Recepção
Dennis Perkins do The A.V. Club deu ao episódio um C+, afirmando: "Além de não ter um propósito claro, existem prazeres em se ver 'Singin’ In The Lane'. O episódio parece especialmente brilhante e nítido, e os diferentes locais e uniformes conferem aos visuais uma vitalidade atraente. Azaria realmente está bastante afetado como Moe, mesmo que linhas como "Eu só tenho que voltar para a pior coisa do mundo"—"me conhecer" depende mais do desempenho e da história do personagem por seu efeito, e não pela maus motivações que eles recebem no episódio.".
"Singin' in the Lane" marcou uma classificação de 1,1 com 4 partes e foi assistido por 2,67 milhões de pessoas, tornando-se o programa mais assistido na Fox pela noite.